# Reuben Award
Der Reuben Award ist ein Comicpreis der National Cartoonists Society, einer Vereinigung professioneller Comiczeichner und Cartoonisten in den USA, der jährlich vergeben wird. Benannt ist der Preis nach Rube Goldberg (eigentlich Reuben Goldberg), dem ersten Präsidenten der NCS.
Der Preis ehrt den Cartoonist of the year, der in einer geheimen Abstimmung der Mitglieder gewählt wird.

## Liste der Preisträger
- 1946: Milton Caniff, Terry und die Piraten
- 1947: Al Capp, Li’l Abner
- 1948: Chic Young, Blondie
- 1949: Alex Raymond, Rip Kirby
- 1950: Roy Crane, Buz Sawyer
- 1951: Walt Kelly, Pogo
- 1952: Hank Ketcham, Dennis
- 1953: Mort Walker, Beetle Bailey
- 1954: Willard Mullin, Sports
- 1955: Charles Schulz, Die Peanuts
- 1956: Herbert L. Block (Herblock), politische Karikaturen
- 1957: Hal Foster, Prinz Eisenherz
- 1958: Frank King, Gasoline Alley
- 1959: Chester Gould, Dick Tracy
- 1960: Ronald Searle, Werbung und Illustration
- 1961: Bill Mauldin, politische Karikaturen
- 1962: Dik Browne, Hi and Lois
- 1963: Fred Lasswell, Barney Google
- 1964: Charles M. Schulz,  Die Peanuts
- 1965: Leonard Starr, Mary Perkins, On Stage
- 1966: Otto Soglow, Der kleine König
- 1967: Rube Goldberg, Humor in Kunstwerken
- 1968: Pat Oliphant, politische Karikaturen
- 1968: Johnny Hart, B.C. und Magnus der Magier
- 1969: Walter Berndt, Smitty
- 1970: Alfred Andriola, Kerry Drake
- 1971: Milton Caniff, Steve Canyon
- 1972: Pat Oliphant, politische Karikaturen
- 1973: Dik Browne, Hägar der Schreckliche
- 1974: Dick Moores, Gasoline Alley
- 1975: Bob Dunn, They'll Do It Every Time
- 1976: Ernie Bushmiller, Nancy
- 1977: Chester Gould, Dick Tracy
- 1978: Jeff MacNelly, politische Karikaturen
- 1979: Jeff MacNelly, Shoe
- 1980: Charles Saxon, Werbung
- 1981: Mell Lazarus, Miss Peach und Momma
- 1982: Bil Keane, Family Circus
- 1983: Arnold Roth, Werbung
- 1984: Brant Parker, Magnus der Magier
- 1985: Lynn Johnston, For Better or For Worse
- 1986: Bill Watterson, Calvin und Hobbes
- 1987: Mort Drucker, Mad
- 1988: Bill Watterson, Calvin und Hobbes
- 1989: Jim Davis, Garfield
- 1990: Gary Larson, The Far Side
- 1991: Mike Peters, Mother Goose & Grimm
- 1992: Cathy Guisewite, Cathy
- 1993: Jim Borgman, politische Karikaturen
- 1994: Gary Larson, The Far Side
- 1995: Garry Trudeau, Doonesbury
- 1996: Sergio Aragonés, Mad
- 1997: Scott Adams, Dilbert
- 1998: Will Eisner, The Spirit
- 1999: Patrick McDonnell, Mutts
- 2000: Jack Davis, Mad
- 2001: Jerry Scott, Zits und Baby Blues
- 2002: Matt Groening, Die Simpsons
- 2003: Greg Evans, Luann
- 2004: Pat Brady, Rose Is Rose
- 2005: Mike Luckovich, Karikaturen für The Atlanta Journal-Constitution
- 2006: Bill Amend, FoxTrot
- 2007: Al Jaffee, Mad
- 2008: Dave Coverly, Speed Bump
- 2009: Dan Piraro, Bizarro
- 2010: Richard Thompson, Cul de Sac
- 2011: Tom Richmond, Mad Magazin
- 2012: Brian Crane Pickles; Rick Kirkman Baby Blues
- 2013: Wiley Miller Non Sequitur
- 2014: Roz Chast, Cartoons für The New Yorker
- 2015: Michael Ramirez, politische Karikaturen
- 2016: Ann Telnaes, politische Karikaturen
- 2017: Glen Keane, Zeichentrickfilme
- 2018: Stephan Pastis, Pearls Before Swine